# 京福電氣鐵道
京福電氣鐵道股份有限公司（日语：／ Keifuku Denki Tetsudō */?），簡稱為京福電氣鐵道、嵐電、京福或京福電車，是日本京都市的鐵道、軌道交通業者，東證2部上市。

## 歷史
2024年12月24日，嵐電時隔24年宣布推出新型列車「KYOTRAM」（京福電氣鐵道Mobo101型電聯車），並於2025年2月28日投入使用。同時嵐電也規劃在2028年前引入6輛同型的電聯車。

## 路線

京都本社路線圖（含叡山電鐵）

### 現有路線
京福電鐵將嵐山本線和北野線和稱嵐山線、嵐電。
- 京都本社・嵐山線部門

| 路線記號 | 中文線名 | 日文線名 | 起點             | 終點           | 距離（公里） |
| -------- | -------- | -------- | ---------------- | -------------- | ------------ |
| A        | 嵐山本線 |          | 四條大宮（A1）   | 嵐山（A13）    | 7.2          |
| B        | 北野線   |          | 北野白梅町（B9） | 帷子之辻（A8） | 3.8          |
|          | 鋼索線   |          | 纜索八瀨         | 纜索比叡       | 1.3          |
| 叡山索道 |          | 索道比叡 | 比叡山頂         | 0.486          |              |

### 讓渡・廢止路線
- 京都本社・叡山線部門
  - 叡山本線（現：叡山電鐵叡山本線）
  - 鞍馬線（現：叡山電鐵鞍馬線）
- 福井支社（現：福井本社）
  - 越前本線（現：越前鐵道勝山永平寺線）
  - 三國蘆原線（現：越前鐵道三國蘆原線）
  - 永平寺線
  - 丸岡線

## 關連項目
- 阪神電氣鐵道
- 京阪電氣鐵道
- 京都巴士
- 叡山電鐵
- 京福巴士
- 越前鐵道
- 京都電燈
- 鞍馬電氣鐵道
- 江之島電鐵

## 外部連結
- 京福電氣鐵道 （页面存档备份，存于）（日語）
- 嵐電 （页面存档备份，存于）（日語）